# Denzel Valentine
Denzel Robert Valentine (nascido em 16 de novembro de 1993) é um jogador de basquete profissional que jogou no Chicago Bulls e Cleveland Cavaliers da National Basketball Association (NBA). Atualmente está sem clube.
Ele jogou basquete universitário na Universidade Estadual de Michigan e se tornou o primeiro jogador na história da universidade a ser reconhecido como o Jogador Nacional do Ano pela Associated Press. Ele também ganhou prêmios de outro jogador do ano pelo NABC, USA Today, Sports Illustrated, NBC Sports e Basketball Times, além de ser nomeado unânime pela primeira equipe All-American.

## Carreira no ensino médio
Valentine frequentou a J. W. Sexton High School, onde foi treinado por seu pai, Carlton Valentine, e jogou ao lado de Bryn Forbes e Anthony Clemmons.
No segundo ano, Valentine obteve uma média de 10,9 pontos, 5,8 assistências e 6,3 rebotes, levando Sexton ao vice-campeonato estadual.
Em seu último ano, Valentine obteve uma média de 14 pontos, 11 rebotes e nove assistências por jogo, levando Sexton a um recorde de 27-1. Ele foi selecionado como o Jogador do Ano do Lansing State Journal e o Jogador do Ano da Associated Press Classe B. 
Pela Rivals.com, Valentim foi classificado nacionalmente como 15° melhor Ala-armador e o 81° melhor jogador da classe de 2012.

## Carreira universitária
Em seu primeiro ano, Valentine terminou com médias de 5.0 pontos, 2.4 assistências, 4.1 rebotes e 0.8 roubadas de bola.

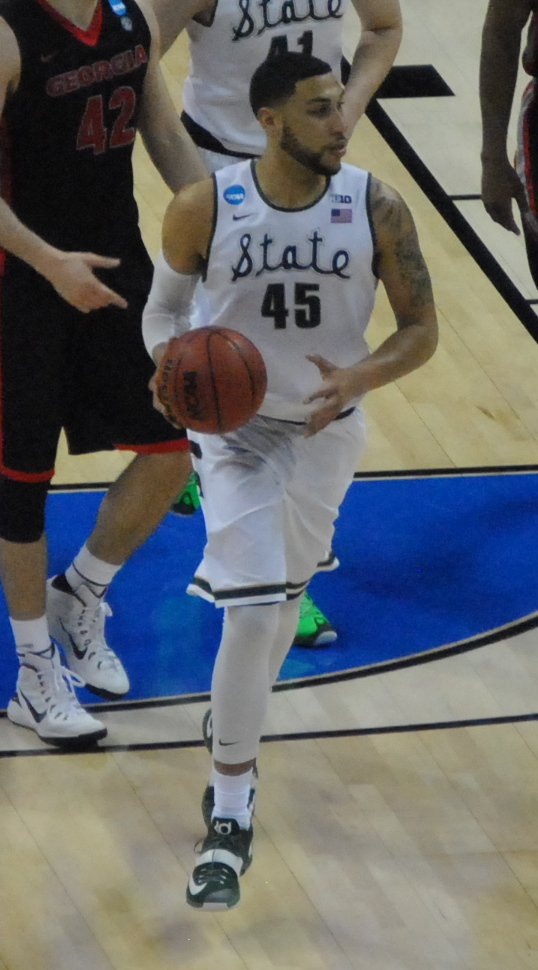
Valentine jogando pelo Michigan State em 2015

Após seu bem-sucedido primeiro ano, Valentine recebeu um aumento de liderança e um papel expandido devido as saídas de Adreian Payne, Gary Harris e Keith Appling, além da demissão do treinador Kenny Kaminski.
Em seu segundo ano, Valentine melhorou suas estatísticas e terminou com médias de 8.0 pontos, 3.8 assistências, 6.0 rebotes e 1.0 roubadas de bola.
Em 17 de novembro de 2015, Valentine se tornou o 4º jogador na história da Universidade Estadual de Michigan a registrar um triplo-duplo. Ele teve 29 pontos, 12 rebotes e 12 assistências na vitória por 79-73 sobre Kansas. Em 21 de dezembro, foi anunciado que Valentine ficaria de fora da equipe por duas a três semanas depois de ele ter sido submetido a uma cirurgia artroscópica do joelho. Ele voltou em 10 de janeiro de 2016.
Valentine terminou a sua terceira temporada com médias de 14.5 pontos, 6.3 rebotes e 4.3 assistências, enquanto MSU terminou em segundo lugar na Big Ten. Em 8 de março, USA Today nomeou Valentine como o Jogador Nacional do Ano.
No último ano de Valentine, ele acumulou muitos prêmios e ganhou o primeiro prêmio de Jogador Universitário em Universidade Estadual de Michigan desde Draymond Green em 2012. Valentine brilhou durante o Torneio da Big Ten em Indianápolis, ganhando o prêmio de melhor jogador.
Depois de ter médias de 19.2 pontos, 7,5 rebotes e 7.8 assistências, Valentine aumentou suas projeções e passou a ser visto como uma potencial escolha de primeira rodada no Draft da NBA de 2016.

## Carreira profissional

### Chicago Bulls (2016–Presente)

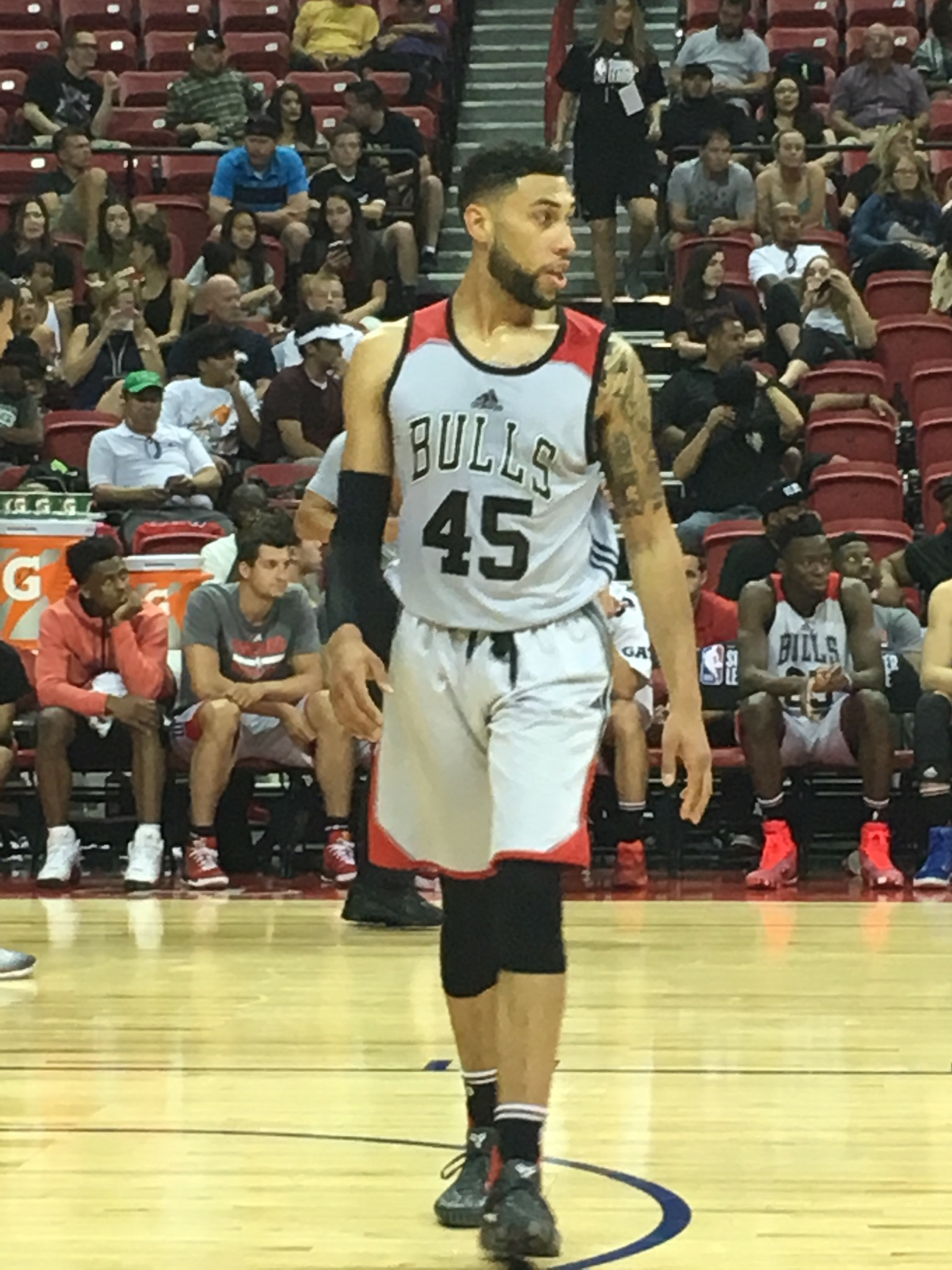
Valentine durante a Summer League de 2017.

Em 23 de junho de 2016, Valentine foi selecionado pelo Chicago Bulls com a 14ª escolha geral no Draft da NBA de 2016. Em 16 de julho de 2016, ele assinou seu contrato de novato com os Bulls.
Em 2 de janeiro de 2017, Valentine, que jogou apenas quatro minutos nos sete jogos anteriores, jogou 18 minutos contra o Charlotte Hornets e fez nove pontos, saindo com uma lesão no tornozelo no segundo tempo. Em 10 de janeiro de 2017, ele registrou 19 pontos em uma derrota por 101-99 para o Washington Wizards. Em 18 de março de 2017, Valentine registrou seu primeiro duplo-duplo com 11 pontos e 12 rebotes em uma vitória de 95-86 sobre o Utah Jazz. Durante sua temporada de estréia, Valentine jogou vários jogos no Windy City Bulls, afiliado do Chicago na D-League.
Em sua primeira temporada, Valentine terminou com médias de 5.1 pontos, 1.1 assistências, 2.6 rebotes e 0.5 roubadas de bola.
Em 26 de novembro de 2017, Valentine teve 14 pontos, 13 rebotes e sete assistências em uma derrota de 100-93 para o Miami Heat. Em 18 de janeiro de 2018, ele marcou 19 pontos contra o Houston Rockets. Dois dias depois, ele marcou 20 pontos em uma vitória por 122-119 sobre o New York Knicks. Em 17 de março de 2018, ele marcou 34 pontos em uma derrota de 114-109 para o Cleveland Cavaliers.
Em 4 de abril de 2018, Valentine sofreu um desbridamento artroscópico no joelho esquerdo e foi descartado pelo resto da temporada.
Em sua segunda temporada, ele terminou com médias de 10.2 pontos, 3.2 assistências, 5.1 rebotes e 0.8 roubadas de bola.
Em setembro de 2018, Valentine foi diagnosticado com uma torção no tornozelo esquerdo durante o campo de treinamento da equipe e esperava-se que perdesse de uma a duas semanas. No entanto, no final de outubro, os Bulls anunciou que ele estava sofrendo de uma contusão óssea, não de uma entorse, e perderia mais duas semanas. Em 19 de novembro, depois de perder os primeiros 17 jogos da temporada de 2018-19, Valentine foi diagnosticada com instabilidade contínua no tornozelo. Após um procedimento de estabilização do tornozelo esquerdo em 27 de novembro, ele foi descartado para a temporada.

## Carreira na seleção
Valentine foi membro da Seleção Americana nos Jogos Pan-Americanos de 2015, que ocorreu em Toronto. A equipe dos EUA conquistou a medalha de bronze do torneio com um recorde de 3-2.

## Estatísticas

### NBA

#### Temporada regular
| Ano      | Equipe   | PJ  | PT | MPJ  | AP   | 3P   | LL   | RT  | AS  | BR  | TO  | PPJ  |
| -------- | -------- | --- | -- | ---- | ---- | ---- | ---- | --- | --- | --- | --- | ---- |
| 2016–17  | Chicago  | 57  | 0  | 17.1 | .354 | .351 | .778 | 2.6 | 1.1 | 0.5 | 0.1 | 5.1  |
| 2017–18  | Chicago  | 77  | 37 | 27.2 | .417 | .386 | .745 | 5.1 | 3.2 | 0.8 | 0.1 | 10.2 |
| 2019–20  | Chicago  | 36  | 5  | 13.6 | .409 | .336 | .750 | 2.1 | 1.2 | .7  | 0.2 | 6.8  |
| Carreira | Carreira | 170 | 42 | 19.3 | .393 | .357 | .757 | 3.2 | 1.8 | .6  | .1  | 7.3  |

#### Playoffs
| Ano  | Equipe  | PJ | PT | MPJ | AP   | 3P   | LL | RT  | AS | BR | TO | PPJ |
| ---- | ------- | -- | -- | --- | ---- | ---- | -- | --- | -- | -- | -- | --- |
| 2017 | Chicago | 4  | 0  | 5.5 | .333 | .250 | -  | 2.0 | .5 | .0 | .3 | 1.3 |

### Universitário
| Ano      | Equipe         | PJ  | PT  | MPJ  | AP   | 3P   | LL   | RT  | AS  | BR  | TO | PPJ  |
| -------- | -------------- | --- | --- | ---- | ---- | ---- | ---- | --- | --- | --- | -- | ---- |
| 2012–13  | Michigan State | 36  | 15  | 20.8 | .445 | .281 | .667 | 4.1 | 2.4 | .8  | .3 | 5.0  |
| 2013–14  | Michigan State | 38  | 33  | 29.4 | .408 | .377 | .677 | 6.0 | 3.8 | 1.0 | .3 | 8.0  |
| 2014–15  | Michigan State | 39  | 39  | 33.2 | .443 | .416 | .826 | 6.3 | 4.3 | .9  | .2 | 14.5 |
| 2015–16  | Michigan State | 31  | 30  | 33.0 | .462 | .444 | .853 | 7.5 | 7.8 | 1.0 | .2 | 19.2 |
| Carreira | Carreira       | 144 | 117 | 29.1 | .439 | .379 | .755 | 5.9 | 4.5 | .9  | .2 | 11.6 |

Fonte:

## Vida pessoal
Valentine é filho de Carlton e Kathy Valentine. Seu irmão mais velho, Drew, jogava basquete universitário na Universidade de Oakland e agora é treinador assistente na Universidade de Loyola. Valentine considera Draymond Green como um irmão mais velho.

Em 7 de abril de 2016, Valentine e seu treinador na Universidade Estadual de Michigan, Tom Izzo, foram apresentados como convidados do Dancing With the Stars, onde aprenderam com Artem Chigvintsev e Edyta Sliwinska.